# 도망자 (1990년 영화)
도망자(Quick Change)는 미국에서 제작된 빌 머레이 감독의 1990년 코미디, 범죄 영화이다. 빌 머레이 등이 주연으로 출연하였고 빌 머레이 등이 제작에 참여하였다.

## 출연

### 주연
- 빌 머레이
- 데일 그랜드
- 밥 엘리엇
- 지나 데이비스
- 랜디 퀘이드

### 조연
- 브라이언 맥코나키
- 잭 길핀
- 론 라이언

## 제작진
- 미술: 스피드 홉킨스
- 의상: 제프리 커랜드